# Єксей-Йолкино
Єксе́й-Йо́лкино (рос. Ексей-Ёлкино, марій. Якси Ёлкино) — присілок у складі Новотор'яльського району Марій Ел, Росія. Входить до складу Пектубаєвського сільського поселення.

## Населення
Населення — 13 осіб (2010; 12 у 2002).
Національний склад (станом на 2002 рік):
- марійці — 58 %
- росіяни — 42 %